# La valle dei re
La valle dei re – singiel włoskiego piosenkarza Marco Mengoniego wydany w marcu 2014 roku i promujący drugi album studyjny artysty zatytułowany #Prontoacorrere.
Na początku kwietnia premierę miał oficjalny teledysk do utworu, którego reżyserem został Gaetano Morbioli. Klip został nakręcony w Weronie.
Utwór dotarł do 17. miejsca włoskiej notowania airplay.

## Lista utworów
Digital download
1. „La valle dei re” – 3:37